# Distretto di Altınözü
Il distretto di Altınözü (in turco Altınözü ilçesi) è uno dei distretti della provincia di Hatay, in Turchia.